# Kado Júka
Kado Júka (加戸 由佳; Hepburn: Kado Yuka) (Okajama prefektúra, 1990. június 19. –) japán válogatott labdarúgó.

## Klub
A labdarúgást az Okayama Yunogo Belle csapatában kezdte. 2004 és 2017 között az Okayama Yunogo Belle csapatában játszott. 200 bajnoki mérkőzésen lépett pályára és 37 gólt szerzett. 2018-ban a Bunnys Kyoto SC csapatához szerződött.

## Nemzeti válogatott
A japán U20-as válogatott tagjaként részt vett a 2008-as és a 2010-es U20-as világbajnokságon.
2013-ban debütált a japán válogatottban. A japán válogatottban 3 mérkőzést játszott.

## Statisztika
| Japán válogatott | Japán válogatott | Japán válogatott |
| Időszak          | Mérk.            | gól              |
| ---------------- | ---------------- | ---------------- |
| 2013             | 3                | 0                |
| Összesen         | 3                | 0                |